# HMS Bramham (L51)
«Бремгем» (L51) (англ. HMS Bramham (L51) — військовий корабель, ескортний міноносець типу «Хант» «II» підтипу Королівського військово-морського флоту Великої Британії за часів Другої світової війни.
«Бремгем» закладений 7 квітня 1941 року на верфі компанії Alexander Stephen and Sons, у Говані. 29 січня 1942 року він був спущений на воду, а 16 червня 1942 року увійшов до складу Королівських ВМС Великої Британії.
Ескортний міноносець брав активну участь у бойових діях на морі в Другій світовій війні; бився у Північній Атлантиці, на Середземному морі, супроводжував арктичні конвої. За проявлену мужність та стійкість у боях нагороджений трьома бойовими відзнаками.
У березні 1943 року переданий до складу Королівського ВМФ Греції, продовжував службу на Середземномор'ї, брав участь в багатьох операціях. У 1959 році повернутий до Королівського флоту Великої Британії, наступного року розібраний на брухт.

## Бойовий шлях

### 1942
У липні 1942 року після введення до строю увійшов до сил на підступах до Британських островів у так званих Північно-Західних підходах. 29 липня з сістершипом «Вілтон» вийшов на посилення ескорту конвою WS 21.
З 9 по 15 серпня 1942 року есмінець «Бремгем» активно діяв у супроводі сумнозвісного конвою WS 21S, який йшов з Гібралтару до обложеної Мальти. До складу ескортної групи конвою під командуванням віце-адмірала Едварда Сіфрета входили 2 лінкори, 4 ескадрених авіаносці, 7 крейсерів і 32 есмінці. Ескортне з'єднання вважалося найпотужнішим за всю війну, що виділялося на супровід конвою. Британське адміралтейство повністю усвідомлювало, що доля острова залежить від того, скільки транспортів добереться до острова. Особливо важливим був американський танкер «Огайо», зафрахтований міністерством військових перевезень і укомплектований британською командою.
Під час проведення конвою WS 21S під постійними атаками німецьких та італійських кораблів, підводних човнів, торпедоносців та бомбардувальників конвой втратив один авіаносець, 2 легких крейсери, ескадрений міноносець та дев'ять торговельних суден з чотирнадцяти. Ще 1 авіаносець і 2 легких крейсери були пошкоджені внаслідок безперервних нападів.
12 серпня екіпаж «Бремгем» із «Пенн» рятував постраждалих з затопленого судна MV Empire Hope. Ввечері того ж дня, підводний човен італійського Королівського флоту «Аксум» зробив залп чотирма торпедами по суднах конвою, проте вразив відразу три цілі: флагман конвою «Нігерія» і крейсер ППО «Каїр» дістали серйозних пошкоджень від ураження торпедами, «Каїр» довелося затопити. Адмірал переніс прапор на есмінець і відправив «Нігерію» повзти назад до Гібралтару. Ще одна торпеда влучила в американський танкер SS Ohio, моряки якого були передислоковані на «Пенн». Есмінець у взаємодії з «Брамгам» та тральщиком «Рай» тягнули постраждалий танкер до Великої гавані Валлетти. Згодом їм на допомогу підійшов есмінець «Ледбарі».
На шляху додому, корабель брав участь у створенні бази для заправлення кораблів та суден союзників на Шпіцбергені. 8 вересня він прибув до Акурейрі, а 10 числа з есмінцями «Кеппель», «Маккей» і «Монтроз» прикривали лінкори «Герцог Йоркський» і «Енсон» і крейсер «Джамайка», що повертались до берегів Англії.
16 вересня 1942 року «Бремгем» приєднався до головних сил флоту для супроводження конвою QP 14, що повертався з СРСР до Лох-Ів у Шотландії. 65 бойових кораблів супроводжували невеличкий транспортний конвой з 17 суден. У цілому конвой втратив шість кораблів та суден, тільки один U-435 встиг потопити чотири союзних судна.
У листопаді, в контексті підготовки операції «Смолоскип» — вторгнення союзних військ на територію Французької Північної Африки, «Бремгем» був включений до Східної оперативної групи ВМС, що висаджувала морський десант у районі Орана в Алжирі. 20 листопада 1942 при проведенні підтримки операції в районі Філліпвілль і Бон ескортний міноносець був пошкоджений у наслідок авіаційних ударів противника. З 25 листопада на ремонті в Алжирі.

### 1943
У березні 1943 року «Бремгем» перебував на ремонті, коли британське адміралтейство ухвалило рішення про передачу його до складу Королівського ВМФ Греції. Грецький флот присвоїв кораблю назву на честь славетного грецького філософа Фемістокла. У серпні ескортний міноносець перейшов з доків Англії до Середземного моря, де 30 вересня разом з есмінцями «Крум», «Ексмур» і грецьким «Криті» (колишній «Харслі») увійшов до складу 22-ї флотилії есмінців Середземноморського флоту.
1 жовтня «Бремгем» з «Альденгам» і грецьким «Міауліс» (колишній «Модбері») вийшов на перехоплення ворожого конвою неподалік від острова Касос.
Надалі протягом 1943—1945 років виконував різнорідні завдання з супроводу конвоїв, поодиноких кораблів та суден, здійснював артилерійську підтримку висадки морського десанту на півдні Франції, повітряного десанту в Греції та інші завдання.